# Playa El Coco
Playa El Coco är en badort vid Stillahavskusten i södra Nicaragua. Den ligger i kommunen San Juan del Sur, mellan de badorterna Playa El Yankee och El Ostional.

## Aktiviteter
Playa El Coco har utmärkta bad- och surfingmöjligheter. Precis söder om badorten ligger Viltreservatet Playa La Flor, med fina vandringsleder och obebodda sandstränder där havslädersköldpaddor och sydliga bastardsköldpaddor lägger sina ägg.